# TV Vitória Régia
TV Vitória Régia é uma emissora de televisão brasileira sediada em Cáceres, cidade do estado de Mato Grosso. Opera no canal 6 (41 UHF digital) e é afiliada à Band.

## História
A TV Vitória Régia foi inaugurada em setembro de 2000 pelo empresário Everaldo Fontes, sendo a terceira estação de televisão da cidade de Cáceres e a quarta afiliada da Band no Mato Grosso.
Em 19 de outubro de 2009, o apresentador da versão local do programa Esporte Total, Joca de Souza, registrou um boletim de ocorrência afirmando que teria sido alvo de uma tentativa de agressão pelo presidente do Cáceres Esporte Clube, Luiz Mário Cardoso, após sair da sede da TV Vitória Régia. A ameaça teria motivada pelas críticas que Joca fez ao time durante o jornalístico esportivo, devido à derrota contra o Cuiabá Esporte Clube dentro de casa.
Em 6 de agosto de 2012, durante as eleições municipais daquele ano em Cáceres, a direção da TV Vitória Régia registrou um boletim de ocorrência contra um marqueteiro da coligação O Futuro Começa Agora, do candidato Leonardo Albuquerque (PSD). O motivo seriam ofensas proferidas pelo marqueteiro após não conseguir entregar o programa eleitoral do dia a tempo na sede da emissora, que era a geradora do Horário Eleitoral da cidade.
Em 4 de outubro de 2021, a TV Vitória Régia estreou o jornalístico Olho Vivo na Cidade, apresentado pelo ex-vereador Edmilson Campos (conhecido popularmente como Café no Bule), que tinha passagem pela TV Descalvados (onde apresentou a versão local do Aqui Agora). A estreia marcou o retorno do apresentador à televisão após nove anos. O programa seguiu na emissora até abril de 2022, quando Edmilson voltou à emissora de propriedade da Família Henry.
Em 3 de outubro de 2022, seguindo o padrão da cabeça de rede, a emissora estreou o Bora Cáceres, apresentado por Márcia Pache. A jornalista havia deixado a TV Descalvados após uma polêmica iniciada com a substituição do jornalístico SBT Cáceres pelo programa de Edmilson Campos, que chegou a ter sua estreia adiada.

## Sinal digital
| Canal virtual | Canal digital | Resolução de tela | Programação                                      |
| ------------- | ------------- | ----------------- | ------------------------------------------------ |
| 6.1           | 41 UHF        | 1080i             | Programação principal da TV Vitória Régia / Band |

A TV Vitória Régia recebeu a outorga do canal 41 UHF digital em 10 de junho de 2022, passando a operar na frequência em 29 de maio de 2023.

### Transição para o sinal digital
A TV Vitória Régia cessou voluntariamente suas operações através do canal 6 VHF analógico dois meses após iniciar as transmissões digitais, em julho de 2023.

## Programas
Além de retransmitir a programação nacional da Band, a TV Vitória Régia produz e exibe o seguinte programa:
- Bora Cáceres: Telejornal, com Márcia Pache;

Diversos outros programas compuseram a grade da emissora, e foram descontinuados:
- 50 Graus
- Adna na TV
- Esporte Total
- Jogo Aberto Cáceres
- Olho Vivo na Cidade
- Os Donos da Bola Cáceres